# Northfield (Maine)
Pour les articles homonymes, voir Northfield.
Northfield est une ville américaine située dans le Comté de Washington, dans le Maine. Selon le recensement de 2010, sa population est de 148 habitants.

## Géographie
Selon le Bureau du recensement des États-Unis, la superficie totale de la ville est de 45,84 milles carrés (118,73 km2) répartis entre 43,58 milles carrés (112,87 km2) de surface terrestre et 2,26 milles carrés (5,85 km2) de surface maritime.

## Sources
- (en) Cet article est partiellement ou en totalité issu de l’article de Wikipédia en anglais intitulé « Northfield, Maine » (voir la liste des auteurs).